# Михаловский, Валериан Николаевич
Валериан (Валериан-Егор-Онуфрий) Николаевич Михаловский (26 июля (7 августа) 1866 — 2 (15) сентября 1913, Алушта) — российский артиллерист-конструктор, генерал-майор (1913).

## Биография
Окончил Александровский кадетский корпус, Михайловское артиллерийское училище и Михайловскую артиллерийскую академию (1891).
Служил на Петербургском орудийном заводе, занимал должности помощника начальника мастерской, начальника мастерской, исправлял должность старшего техника для заведования производствами.
Вместе с В. Д. Туровым разработал командирский прибор угломер-трансформатор, принятый на вооружение в 1909 году, который облегчил вычислительные работы по подготовке исходных данных для артиллерийской стрельбы. Они же сконструировали командирскую буссоль. Внедрение этих приборов позволило научно решить основные технические вопросы стрельбы с закрытых огневых позиций и управления огнём.
Михаловский создал также прибор для испытаний прицельных панорам, звёздку для точного и быстрого обмера канала орудий и др. артиллерийские приборы.
С 12 января 1912 года состоял совещательным членом артиллерийского комитета Главного артиллерийского управления. 
Похоронен в Санкт-Петербурге.

## Награды
- Орден Святого Станислава 3-й степени (1900).
- Орден святой Анны 3-й степени (1907).
- Орден святой Анны 2-й степени (1911).